# Gynekomasti
Gynekomasti är ett symtom av att brösten på män växer och börjar påminna om kvinnobröst. Orsaken är en utveckling av bröstkörtlarna, vilket normalt bara sker hos kvinnor. Gynekomasti kan åtföljas av mastodyni och/eller galaktorré. Med gynekomasti avses en generell förstoring av bröstmassan. Oregelbundna förstoringar, knölar, förhårdningar, vätskeutgjutning ur bröstvårtan, och andra förändringar i bröstvårtan, kan vara ett tecken på bröstcancer.
Gynekomasti uppstår vanligen bland nyfödda (går oftast över inom några veckor), bland ungdomar i puberteten, bland äldre och i vissa fall hos överviktiga. Gynekomasti i sig är inte farligt men kan i vissa fall vara en följd av någon annan bakomliggande sjukdom. Den direkta orsaken antas i de flesta fall vara minskad produktion av testosteron, ökad produktion av östrogen, eller förändring av hormonernas verkan. Det kan också uppstå vid användning av vissa mediciner eller dopingpreparat, bland annat anabola steroider.
Mellan 10 och 40 procent av samtliga män med giftstruma får gynekomasti.

## Behandling
Vid behandling av gynekomasti är det viktigt att behandla det bakomliggande sjukdomstillstånd som har lett till detta tillstånd. Det kan till exempel handla om testikeltumörer som behöver avlägsnas via kirurgi, eller njur- eller leverproblem som behöver behandlas. Gynekomasti kan även orsakas av användning av vissa läkemedel, och om detta är orsaken till tillståndet avslutas läkemedelsbehandlingen vid lämpligt tillfälle. Ofta syns en förbättring inom en månad efter avslutad behandling, om ett läkemedel är den orsak som har lett till gynekomasti.
Om tillståndet har varat i över ett år är det inte sannolikt att det till fullo kan omvändas. Vid allvarlig gynekomasti används läkemedel för att behandla tillståndet, och i de fall då läkemedelsbehandlingar är ineffektiva kan en operation krävas. Detta gäller framför allt när tillståndet har varat en längre tid, påverkar patienten i vardagen eller då man misstänker att det rör sig om bröstcancer.